# НИИ акушерства, гинекологии и репродуктологии имени Д. О. Отта
Нау́чно-иссле́довательский институ́т акуше́рства, гинеколо́гии и репродуктоло́гии и́мени Д. О. О́тта (ФГБНУ «НИИ АГиР им. Д. О. Отта»), до 1918 года — Императорский клинический повивальный институт — научно-исследовательский институт в Санкт-Петербурге.

## История
Повивальный институт при «императорской родильне» был образован указом императора Павла I от 27 августа (8 сентября) 1797 года по инициативе и на средства императрицы Марии Федоровны при участии основоположника отечественного акушерства, русского врача-энциклопедиста Н. М. Амбодик-Максимовича. По свидетельству графа Федерико Фаньяни, учреждением приюта императрица «пожелала увековечить в памяти народа восшествие на престол её августейшего супруга».
Для размещения родильного госпиталя на 20 кроватей и при нём Повивальной школы на 22 воспитанницы на средства императрицы Марии Федоровны был приобретён двухэтажный особняк на берегу Фонтанки, у Калинкина моста. Директором госпиталя был назначен лейб-медик императрицы Марии Федоровны барон Иосиф Моренгейм. «Родильня» принимала беременных женщин в любое время суток. Родовспоможение и пребывание в стационаре осуществлялось обычно безвозмездно и предназначалось в основном для замужних бедных рожениц.
С первых же дней основания Повивальный институт стал центром акушерского образования во всей России. Первым преподавателем акушерства в Повивальной школе стал Н. М. Амбодик-Максимович. О порядке в акушерской школе граф Фаньяни писал:

Ученицы принимаются сюда в возрасте от 14 до 19 лет. Во время обучения воспитанницы посменно ухаживают за беременными женщинами в соседнем со школой родильном доме. По окончании учёбы устраивается очень ответственный экзамен, и девушкам, выдержавшим его, выдается свидетельство об окончании акушерской школы. На основании этого документа они могут получить лицензию для работы … Императрица, дабы поощрить к хорошей работе, дарит особо отличившимся выпускницам солидную сумму.— Фаньяни Ф. Письма из Петербурга 1810-1811: Пер. с итал. И. Константиновой.- СПб.: Лики России, 2009 С. 174-176
После смерти Марии Федоровны Николай I Указом от 6 декабря (18 декабря) 1828 года объявил Повивальный институт государственным учреждением, институт получил название Императорского. Покровительницей института стала великая княгиня Елена Павловна (поэтому институт часто называли «Еленинским»).

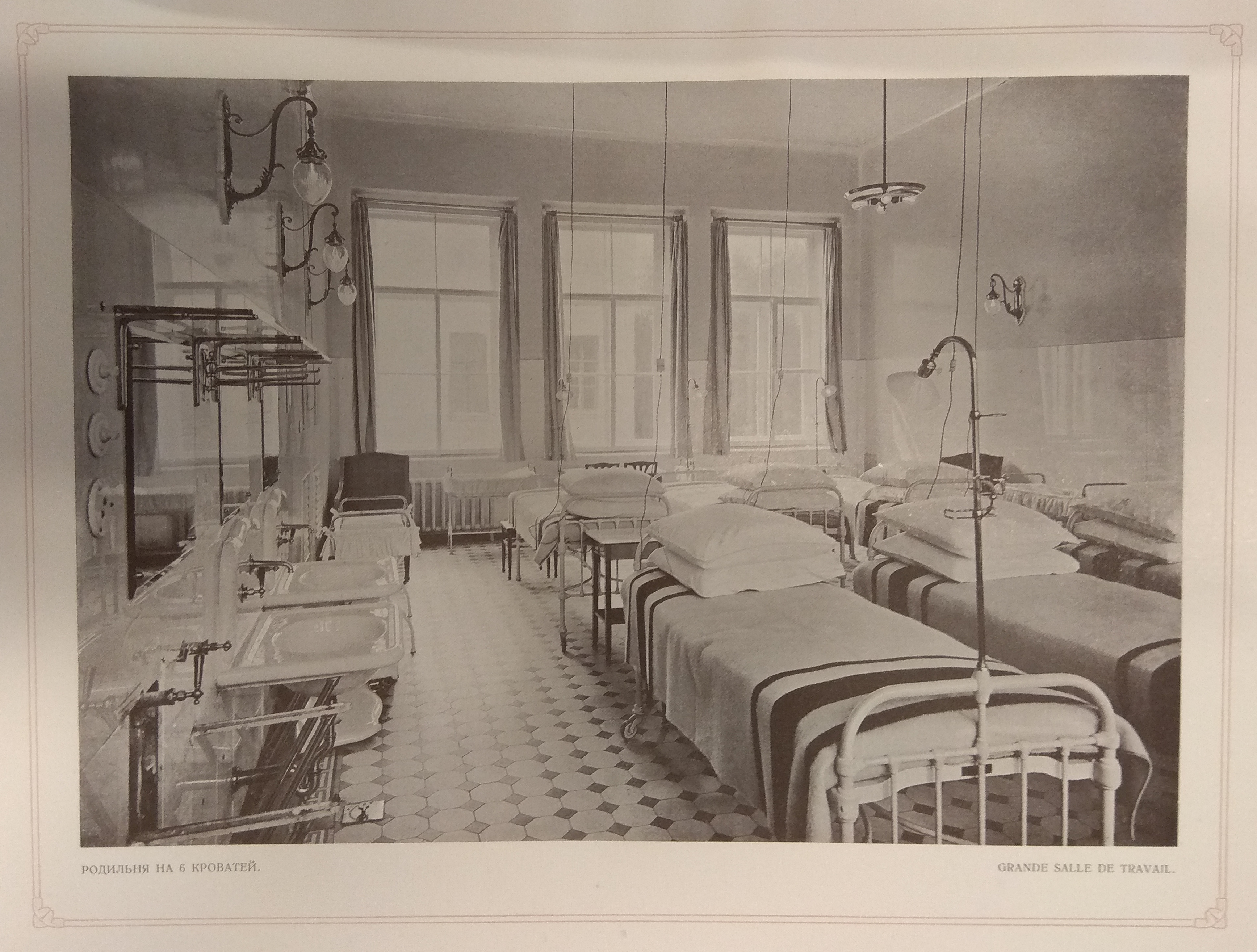
Родильня на 6 кроватей

В 1830 году Повивальный институт был выделен как самостоятельное учреждение и получил название «Институт повивального искусства с родильным госпиталем». В этот период при институте открывается «секретное отделение» для незамужних родильниц. В 1835 году в институте организована первая в России амбулатория для больных гинекологического профиля, а в 1844 году — первый в России «лазарет» для лечения гинекологических больных (гинекологический стационар на шесть коек), в котором консультировал Н. И. Пирогов. В 1845 году при институте начала работу первая в России школа сельских повивальных бабок.
В 1893 году директором Повивального института стал Дмитрий Оскарович Отт. По его инициативе на Васильевском острове было построено новое здание, специально предназначенное для клиники. При нём также резко возросло число слушательниц, развернулись научные исследования, началось издание сборников научных трудов. Был создан институт врачей-экспертов.

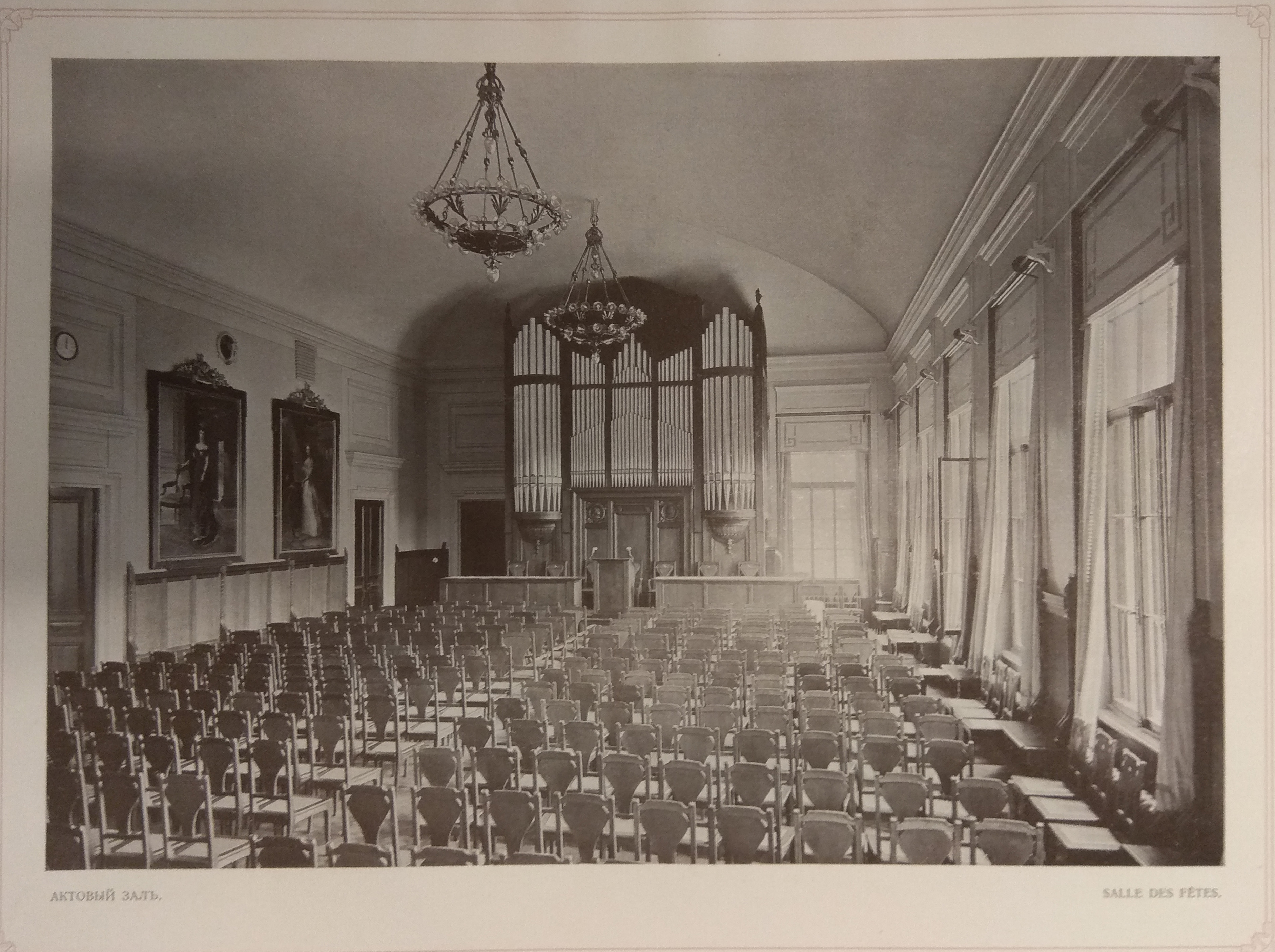
Актовый зал Повивального института с органом фирмы Walcker

В 1895 году учреждение получило новое название — «Императорский клинический повивальный институт ведомства учреждений императрицы Марии».

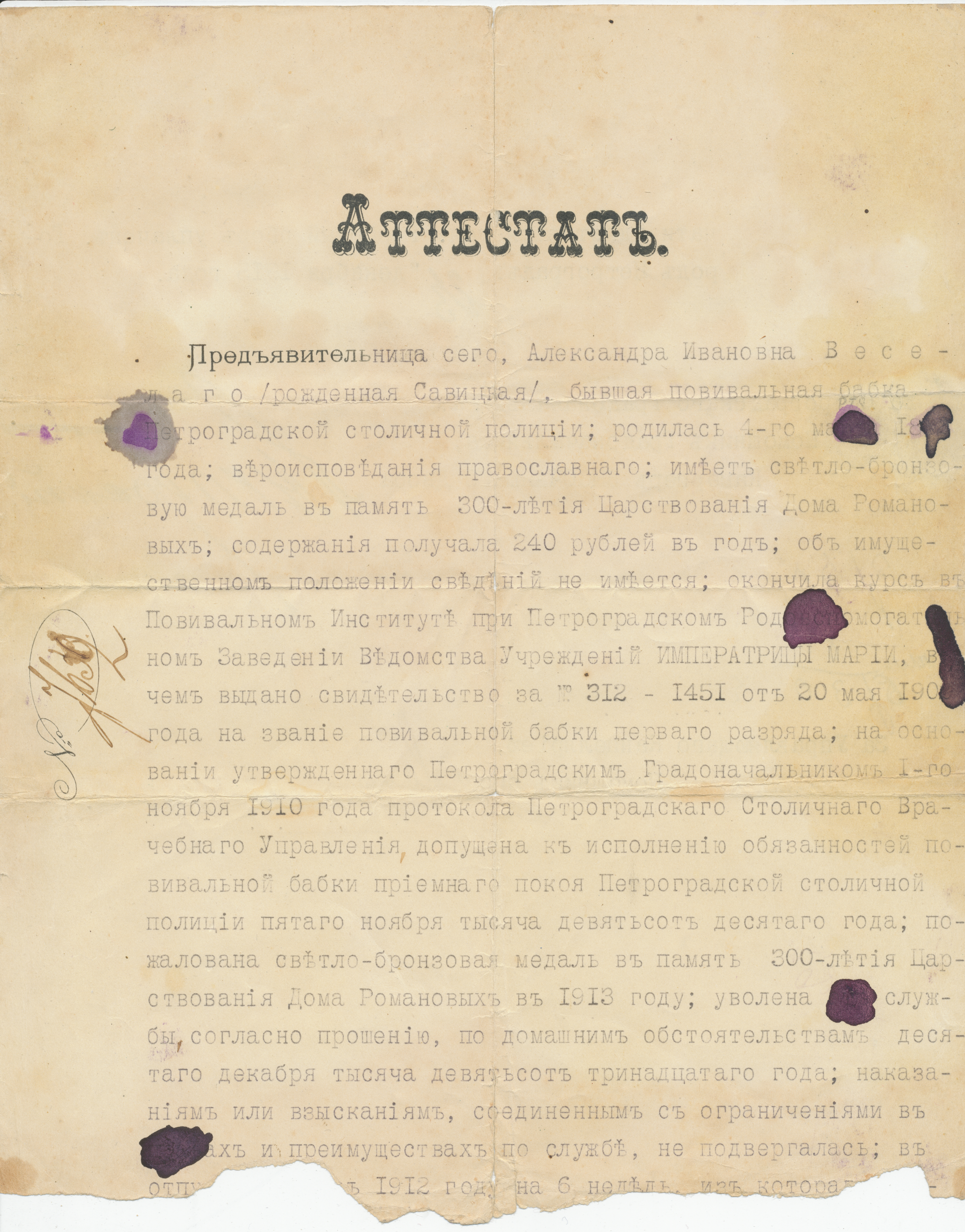
Аттестат бывшей повивальной бабки, окончившей курсы в Повивальном институте при Петроградском родовспомогательном заведении Ведомства учреждений императрицы Марии (так называемые Надеждинские курсы), 1915 год

В адресной и справочной книге г. С.-Петербурга «Весь Петербург» за 1896 год об институте написано:

Штатных кроватей 86, из них 56 на акушерском и 30 на гинекологическом отделениях. Бесплатный приём гинекологических больных ежедневно, кроме воскресных и праздничных дней. Больных принимают бесплатно в оба отделения, смотря по имеющимся местам и учебным требованиям учреждения. Кроме того, принимаются больные на платные места с платою 35 руб. за 2 недели, с родильниц 60 руб. в месяц в отдельных комнатах, с беременных и гинекологических больных 50 руб. в месяц в общих комнатах (по двое).

При институте имеются: 1) курсы по акушерству и гинекологии для врачей и 2) школа для акушерок. Занятия в школе происходят с 1 сентября по 1 июня. Плата за полный курс 70 руб. — 35 руб. при поступлении и 35 руб. при допущении к выпускному экзамену. Окончившие курс школы получают звание повивальных бабок и право заниматься практикой во всех местах Империи.— Весь Петербург на 1896 год
За первые сто лет существования в Повивальном институте было подготовлено примерно 3 тысячи повивальных бабок, принято около 60 тысяч родов, проведено более 10 тысяч гинекологических операций.
В 1918 году Институт получил название «Дворец материнства и детства» и поступил в ведении Наркомздрава РСФСР. Во время Великой Отечественной войны в 1941—1944 гг. в институте находился госпиталь Ленинградского эвакопункта.
В 1931 году переименован в Центральный научно-исследовательский акушерско-гинекологический институт Наркомздрава СССР. В 1940 году переименован в Центральный институт акушерства и гинекологии Наркомздрава СССР. Постановлением Совета министров СССР от 10 июля 1948 года № 2521 и приказом Минздрава СССР от 19 июля 1948 года № 440 передан в ведение АМН СССР и переименован в Институт акушерства и гинекологии АМН СССР.
В 1989 году Распоряжением Совета министров РСФСР от 15 сентября 1989 года № 816-р институту присвоено имя Д. О. Отта.
Постановлением Президиума РАМН от 10 марта 1999 года № 41 (протокол № 8 § 12) установлено новое наименование Института — Государственное учреждение «Научно-исследовательский институт акушерства и гинекологии им. Д. О. Отта Российской академии медицинских наук».
Постановлением Президиума РАМН от 26 февраля 2003 года № 62 (протокол № 4 § 21) утверждена новая редакция устава с наименованием Государственное учреждение Научно-исследовательский институт акушерства и гинекологии им. Д. О. Отта Российской академии медицинских наук.
Постановлением Президиума РАМН от 25.06.2008 № 147 (протокол № 8 § 31) переименован в Учреждение Российской академии медицинских наук Научно-исследовательский институт акушерства и гинекологии им. Д. О. Отта Северо-Западного отделения РАМН.
Постановлением Президиума РАМН от 23.11.2011 № 331 (протокол № 16 § 8) переименован в ФГБУ «Научно-исследовательский институт акушерства и гинекологии им. Д. О. Отта» Северо-Западного отделения Российской академии медицинских наук.
Распоряжением Правительства Российской Федерации от 30.12.2013 № 2591-р передан в ведение ФАНО России.
Приказом ФАНО России от 07.11.2014 № 932 переименован в ФГБУ «Научно-исследовательский институт акушерства, гинекологии и репродуктологии имени Д. О. Отта».
Указом Президента Российской Федерации от 15.05.2018 № 215 и распоряжением Правительства Российской Федерации от 27.06.2018 № 1293-р передан в ведении Минобрнауки России.
Институт выполняет научные, лечебные и образовательные функции. Основные направления деятельности — охрана здоровья женщин во время беременности, родов и в послеродовой период, профилактика и лечение невынашивания беременности, изучение влияния экологии на репродуктивную функцию, внутриутробная диагностика наследственных заболеваний. В составе института функционирует клиника на 325 коек. В 1986 году в институте родился первый в городе и второй в стране ребёнок «из пробирки», с 1989 года при институте действует Международный центр репродуктивной медицины.

## Известные сотрудники
На памятной доске, укреплённой на стене института, написано: 
«В институте работали, умножая славу Российской школы акушерства и гинекологии, выдающиеся врачи, учёные, организаторы медицинской науки и здравоохранения
- Нестор Максимович Амбодик-Максимович 1744—1812
- Илья Федосеевич Баландин 1834—1893
- Дмитрий Оскарович Отт 1855—1929
- Василий Васильевич Строганов 1857—1938
- Клавдия Петровна Улезко-Строгонова 1858—1943
- Павел Григорьевич Светлов 1892—1974
- Сергей Алексеевич Ягунов 1893—1959
- Павел Андреевич Белошапко 1893—1960
- Анатолий Петрович Николаев 1896—1972
- Михаил Андреевич Петров-Маслаков 1896—1976
- Семён Михайлович Беккер 1899—1978
- Василий Гаврилович Баранов 1899—1988
- Анатолий Александрович Смородинцев 1901—1986
- Наталья Леонидовна Гермашова 1910—1990
- Екатерина Петровна Калашникова 1924—1993»

## Директора института
- 1830?—1848? — Гедехен, Адольф Александрович
- 1874—1893 — Баландин, Илья Федосеевич
- 1893—1917 — Отт, Дмитрий Оскарович
- 1918—1925 — Василий Васильевич Преображенский
- 1925—1926 — Игнатий Петрович Калина
- 1926—1928 — Наум Осипович Эберлин
- 1928 — Сергей Алексеевич Бруштейн
- 1928—1930 — Дмитрий Александрович Глебов
- 1930—1935 — Николай Александрович Подзоров
- 1935—1937 — Александр Евгеньевич Цацкин
- 1938—1943 — Евгений Евсеевич Полоцкий
- 1943 — Глебов, Дмитрий Александрович
- 1943 — Улезко-Строганова, Клавдия Петровна
- 1943—1950 — Ягунов, Сергей Алексеевич
- 1950—1960 — Алипов, Виктор Иванович
- 1960—1974 — Петров-Маслаков, Михаил Андреевич
- 1974—1988 — Алипов, Виктор Иванович
- 1988—2018 — Айламазян, Эдуард Карпович
- с 12.07.2019 — Коган, Игорь Юрьевич[5][6]

## Здания института
Под строительство нового здания Повивального института на Васильевском острове в 1897 году был отведён Биржевой сквер, распланированный в 1827—1830 годах садовым мастером Д. Бушем. Сквер находился в центре Коллежской площади, простиравшейся от западного фасада Биржи до здания Двенадцати коллегий. Строительство здания привело к уничтожению площади, однако были сохранены старые деревья Биржевого сквера.
Здание Повивального института было построено в формах поздней классической эклектики по проекту выдающегося архитектора Л. Н. Бенуа. Строительство началось в 1899 году и продолжалось пять лет. К наблюдению за строительными работами Бенуа привлек своих учеников Н. Е. Лансере и О. Р. Мунца, а также архитекторов Г. Я. Леви и В. Ф. Коврайского. Ход строительства контролировала комиссия во главе с архитектором Р. А. Гедике.
Торжественное открытие нового здания Повивального института состоялось 23 февраля 1904 г.
При составлении проекта учитывалась необходимость совмещения в одном здании разных направлений работы института: учебного, родильного и гинекологического.
«Общее расположение помещений в здании таково: средняя часть с фасадом на Университетскую линию — учебная часть; южный флигель — гинекологический, северный павильонный — родильный и восточный центральный — хозяйственный.

Главная лестница в главном, учебном корпусе ведет во второй этаж, в лаборатории и операционные, в помещения для гидро- электро- и механо-терапии.

Третий этаж заключает, кроме большого актового зала, большой и малый операционные залы с необходимыми при них помещениями; аудитории, музей и библиотеку.

В нижнем этаже размещены влево от входа гардеробные для врачей и для слушательниц-акушерок, а также канцелярия; вправо — амбулатория, аптека и комнаты для служащего персонала.

К центральному корпусу, обращенному на запад, примыкают боковые корпуса с юга и с севера. В южном помещается длинный ряд комнат для гинекологических больных, а также комнат для сиделок и врачей, ванные и клозеты.

Северный корпус связывает четыре павильона, продольные оси которых идут по меридиану. Все этажи этих павильонов, составляя собой акушерское отделение, предназначены для рожениц, частью бесплатных, частью платных, со всеми вспомогательными помещениями. Задний (восточный) из этих павильонов вмещает лазарет. Здесь, будучи изолированы от всего остального здания, помещаются инфекционные и подозрительные больные.

Совершенно изолированно стоит здание для патологической анатомии.

Позади двора северный и южный корпуса связываются поперечным, содержащим обширную кухню, столовые для врачей, слушательниц, женской прислуги; к этому корпусу примыкает машинное отделение.

Здание с квартирами для директора и четырех врачей примыкает к южному из выше описанных корпусов; квартиры остального мужского персонала помещены в отдельной постройке в восточной части участка.

Здесь же построены конюшни, помещения для животных, служащих при опытах, кладовые и т. п., а также здание для секционной, с часовнею и музеем при ней».

Процесс строительства здания Повивального института профессор И.Х. Озеров описывал следующим образом.

По Высочайшему повелѣнію 8 сентября 1899 г. было отпущено 2,5 мил. руб. на постройку гинекологическаго института въ Петербургѣ, но постройка велась такъ роскошно и такъ нерасчетливо, что израсходовано было 3.400.000 руб...

Въ довершеніе было задумано пріобрѣсти органъ для института. Государственный контроль высказывалъ сомнѣніе въ необходимости такого расхода, тѣмъ болѣе, что послѣдній исчислялся въ 23.000 руб., а органъ петербургской консерваторіи обошелся въ 15.000 руб.
Государственный контролеръ писалъ, что ему неизвѣстны ни въ Россіи ни за границей гинекологическіе институты, въ которыхъ имѣлись бы дорого стоящіе органы со спеціальной цѣлью лѣченія ихъ игрой больныхъ роженицъ. Современной медицинской наукой вопросъ о цѣлебномъ воздѣйствіи музыки на человѣка далеко не рѣшенъ окончательно, и потому расходъ не можетъ считаться достаточно обоснованнымъ.

Особая комиссія разбирала вопросъ о степени необходимости пріобрѣтенія органа для гинекологическаго института; комиссія признала, что «хотя до настоящаго времени обстоятельныхъ опытовъ о вліяніи звуковъ на больныхъ и
не производилось, но это не даетъ еще повода предполагать о полной безрезультатности и безцѣльности установленія въ институтѣ игры на органѣ, и что хотя театрофоны работаютъ и не всегда исправно, но это бываетъ періодами, а иногда музыка слышна вполнѣ удовлетворительно».